# Підпояски
Підпояски — село у Велізькому районі Смоленської області Росії . Входить до складу Селезнівського сільського поселення . Населення — 24 особи (2007 рік) .
Розташоване у північно-західній частині області за 15 км на північний-схід від Веліжа та за 16 км на північний-схід від автодороги Р 133 Смоленськ — Невель, на березі річки Західна Двіна . Село розташоване також за 80 км на південь від залізничної станції Голінки на лінії Смоленськ — Вітебськ.

## Історія
В роки німецько-радянської війни село було окуповане німецькими військами в липні 1941 року, звільнено в вересні 1943 року.